# Gabriela Berrospi
Gabriela Berrospi es una empresaria latina y fundadora de Latino Wall Street, una plataforma en español de educación financiera.

## Primeros años de su vida y educación
Gabriela nació y se crio en Lima, Perú. Es egresada de Escuela Internacional Británica de Lima y Universidad de Nueva York (NYU).

## Carrera profesional
Gabriela fundó Latino Wall Street (LWS), una plataforma española de educación financiera en 2019..  Fue seleccionada para el Forbes Finance Council en 2020. Ofreció una charla TEDx sobre romper estereotipos como mujer latina en la industria financiera.
En 2021, Gabriela recibió un premio del senador estadounidense Robert Menendez por su trabajo guiando a la comunidad latina hacia la libertad financiera y al éxito. En mayo del 2021, apareció junto a su hermana en Dos Hermanas, una telenovela peruana.

## Vida privada
Gabriela vive actualmante en los Estados Unidos con su esposo, Anthony Delgado y Zeus su hijo.